# تاکاشی ساکاگوچی
تاکاشی ساکاگوچی (ژاپنی: 坂口尚؛ ۵ مه ۱۹۴۶–۲۲ دسامبر ۱۹۹۵) که بیشتر با نام هنری هیساشی ساکاگوچی شناخته می‌شد، یک اَنیماتور و کارتونیست اهل ژاپن بود.
از فیلم‌ها یا مجموعه‌های تلویزیونی که وی در آن‌ها نقش داشته‌است می‌توان به مشاهیر بزرگ جهان، کیمبا شاه سفید، کلئوپاترا و ایکیو-سان اشاره نمود.